# Sharpevillemassakren
Sharpevillemassakren var en af de blodigste massakrer i Sydafrikas historie. Den fandt sted i marts 1960. Optakten til konflikten startede på grund af de såkaldte paslove, hvor politiet kunne arrestere sorte mænd hvis de blev stoppet uden pas. 
Politiet, som var undertrykkende og nervøse på grund af den voksende modstand mod apartheid, åbnede pludselig ild mod menneskemængden. Mindst 69 mennesker, herunder 10 børn, blev dræbt, og over 180 blev såret.  Flertallet af ofrene blev skudt i ryggen, hvilket indikerede, at de flygtede fra politiet.

## Forløb
Tusindvis af sorte sydafrikanere marcherede til politistationen i Sharpeville. De samlede sig fredeligt, men de nægtede at have deres pasbøger, som var et krav fra regeringen. Folk var glade, dansede og sang frihedssange, samt råbte “ned med afleveringer.” Men i løbet af dagen begyndte der at dukke mere og mere politi op.
Gruppen PAC (Pan Africanist Congres) troppede senere op i byerne, hvor aftalen lød på at de skulle efterlade deres pas på et aftalt tidspunkt derhjemme, hvorefter de skulle samles på politistationer og dermed skulle stille sig til rådighed for anholdelse. Kampagnens slogan lød “INGEN KAUTION! INTET FORSVAR! INGEN BØDE!"
Politiet åbnede ild, og dræbte dermed demonstranter, som demonstrerede mod paslove for sorte. Disse indebar en betydelig indskrænkning i bevægelsesfriheden for den sorte befolkning. Beskydningen varede omkring to minutter. Efterfølgende viste det sig, at størstedelen af de dræbte var skudt i ryggen. Overlevende fra demonstrationen bevidnede, at de dræbte var i gang med at flygte, da politiet åbnede ild. Massakren førte til at en række politiske partier og bevægelser i landet, herunder ANC og PAC, blev forbudt. Dette medførte, at både ANC og PAC påbegyndte væbnede aktioner og grundlagde guerillabevægelser med baser udenfor Sydafrika. 

## Efterspil
Sharpevillemassakren udløste en generalstrejke i hele landet og førte til begyndelsen på afskaffelsen af de politiske frihedsrettigheder. Internationalt udtrykte mange kritik, og alle blev enig i at fordømme det der var sket. Den 1. april opfordrede FN's sikkerhedsråd den sydafrikanske regering til at opgive sin apartheidpolitik. En uge efter regeringens opfordring blev partierne ANC og PAC forbudt, og dette blev et vendepunkt i Sydafrikas historie. Modstanden gik nu fra at være passiv til bevæbnet, og flere tusinde blev fængslet og arresteret som følge af denne begivenhed.